# Saison 1981-1982 de l'AS Saint-Étienne
Chronologie
Saison précédente Saison suivante
Cette page présente la saison 1981-1982 de l'AS Saint-Étienne. Le club évolue en Division 1, en Coupe de France et en Coupe des clubs champions.

## Résumé de la saison
- Le club termine 2e au classement, à un petit point de Monaco.
- En Coupe de France, le club est finaliste mais perd contre le PSG sur le score aux tirs au but (2-2, 5 tab à 6).
- En Coupe des Clubs Champions, le club ne passe pas le tour préliminaire. Cuisant échec.
- Michel Platini termine meilleur buteur du club avec 27 buts, toutes compétitions confondues devant Jean-François Larios avec 17 buts et Jean-Louis Zanon avec 11 buts.
- C'est aussi la saison de la révélation de l'affaire de la caisse noire en avril 1982. Roger Rocher démissionne de son poste de Président le 17 mai 1982. S'ensuivent des perturbations au niveau des résultats sportifs et administratifs.
- 2 départs importants : ceux de Jacques Santini et  Ivan Ćurković. Les principales arrivées sont  Raoul Nogues et Benny Nielsen

## Équipe professionnelle

### Transferts
Sont considérés comme arrivées, des joueurs n’ayant pas joué avec l’équipe 1 la saison précédente.
2 joueurs ont joué avec les pros la saison dernière, mais ont uniquement évolué en réserve cette année. Il s'agit de Thierry Wolff et  Firmin Pérez
| Nom             | Nationalité | Poste     | Transfert      | Provenance/Destination | Division   |
| --------------- | ----------- | --------- | -------------- | ---------------------- | ---------- |
| Arrivées        |             |           |                |                        |            |
| Philippe Millot |             | Défenseur | Transfert      | Martigues              | Division 2 |
| Raoul Nogues    |             | Attaquant | Transfert      | OGC Nice               | Division 1 |
| Éric Solignac   |             | Gardien   | -              | Formé au club          | -          |
| Benny Nielsen   |             | Attaquant | Transfert      | Anderlecht             | Division 1 |
| Départs         |             |           |                |                        |            |
| Ivan Ćurković   |             | Gardien   | Arrêt carrière | -                      | -          |
| Jacques Zimako  |             | Attaquant | Transfert      | Sochaux                | Division 1 |
| Jean-Marie Elie |             | Milieu    | Arrêt carrière | -                      | -          |
| Jacques Santini |             | Milieu    | Transfert      | Montpellier            | Division 1 |

### Championnat

#### Matchs allers
| Date       | N o | Adversaire             | Lieu | Résultat | Buteurs pour Saint-Étienne                               | Points | Classement |
| ---------- | --- | ---------------------- | ---- | -------- | -------------------------------------------------------- | ------ | ---------- |
| 24/07/1981 | J01 | FC Metz                | Ext. | 0 – 0    | -                                                        | 1      | 11         |
| 28/07/1981 | J02 | AS Monaco FC           | Dom. | 2 - 0    | Platini 35e, Paganelli 82e                               | 3      | 3          |
| 04/08/1981 | J03 | RC Strasbourg          | Ext. | 2 - 0    | -                                                        | 3      | 10         |
| 07/08/1981 | J04 | FC Sochaux             | Ext. | 2 - 1    | Platini 23e                                              | 3      | 15         |
| 11/08/1981 | J05 | Paris-Saint-Germain FC | Dom. | 0 – 0    | -                                                        | 4      | 15         |
| 21/08/1981 | J06 | RC Lens                | Ext. | 2 - 5    | Platini 11e , Larios 31e 67e 80e, Rep 37e                | 6      | 10         |
| 12/09/1981 | J09 | Olympique lyonnais     | Dom. | 4- 0     | Noguès 1re 83e, Platini 12e, Nielsen 38e                 | 8      | 14         |
| 17/09/1981 | J07 | AJ Auxerre             | Dom. | 3 - 0    | Nielsen 19e, Noguès 23e, Platini 65e                     | 10     | 8          |
| 22/09/1981 | J10 | Lille OSC              | Ext. | 3 - 4    | Françoise 34e (csc), Zanon 42e, Platini 58e , Larios 70e | 12     | 4          |
| 25/09/1981 | J11 | FC Nantes              | Dom. | 1 - 0    | Nielsen 33e                                              | 14     | 4          |
| 29/09/1981 | J08 | Stade brestois         | Ext. | 1 – 1    | Noguès 18e                                               | 15     | 3          |
| 06/10/1981 | J13 | AS Nancy Lorraine      | Dom. | 2 - 1    | Larios 30e 83e                                           | 17     | 3          |
| 17/10/1981 | J14 | Bordeaux               | Ext. | 1 – 1    | Zanon 76e                                                | 18     | 3          |
| 27/10/1981 | J15 | Montpellier            | Dom. | 4 - 0    | Roussey 35e, Zanon 46e, Paganelli 75e, Platini 89e       | 20     | 2          |
| 30/10/1981 | J16 | Stade lavallois        | Ext. | 0 – 0    | -                                                        | 21     | 3          |
| 03/11/1981 | J12 | OGC Nice               | Ext. | 1 - 3    | Larios 28e, Zanon 40e, Rep 73e                           | 23     | 1          |
| 07/11/1981 | J17 | Bastia                 | Dom. | 3 - 0    | Platini 16e, Rep 32e, Platini 43e                        | 25     | 1          |
| 10/11/1981 | J18 | FC Tours               | Ext. | 3 - 0    | Platini 12e, Rep 41e 66e, Zanon 55e                      | 27     | 1          |
| 22/11/1981 | J19 | US Valenciennes-Anzin  | Dom. | 5 - 1    | Nielsen 26e, Platini 37e 45e 60e 76e                     | 29     | 1          |

#### Matchs retours
| Date       | N o | Adversaire             | Lieu | Résultat | Buteurs pour Saint-Étienne                                                               | Points | Classement |
| ---------- | --- | ---------------------- | ---- | -------- | ---------------------------------------------------------------------------------------- | ------ | ---------- |
| 28/11/1981 | J20 | AS Monaco FC           | Ext. | 1 - 0    | -                                                                                        | 29     | 1          |
| 13/12/1981 | J21 | RC Strasbourg          | Dom. | 2 - 0    | Zanon 13e, Rep 89e                                                                       | 31     | 1          |
| 20/12/1981 | J22 | FC Sochaux             | Dom. | 0 - 1    | -                                                                                        | 31     | 1          |
| 16/01/1982 | J23 | Paris-Saint-Germain FC | Ext. | 0 – 0    | -                                                                                        | 32     | 1          |
| 24/01/1982 | J24 | RC Lens                | Dom. | 3 - 1    | Rep 29e , Platini 52e 64e                                                                | 34     | 1          |
| 30/01/1982 | J25 | AJ Auxerre             | Ext. | 3 - 1    | Larios 60e                                                                               | 34     | 1          |
| 07/02/1982 | J26 | Stade brestois         | Dom. | 1 - 0    | Larios 76e                                                                               | 36     | 1          |
| 20/02/1982 | J27 | Olympique lyonnais     | Ext. | 0 - 1    | Zanon 7e                                                                                 | 38     | 1          |
| 28/02/1982 | J28 | Lille OSC              | Dom. | 1 – 1    | Platini 49e                                                                              | 39     | 1          |
| 03/03/1982 | J29 | FC Nantes              | Ext. | 3 - 0    | -                                                                                        | 39     | 3          |
| 13/03/1982 | J30 | OGC Nice               | Dom. | 2 - 0    | Zanon 28e, Larios 63e                                                                    | 41     | 3          |
| 20/03/1982 | J31 | AS Nancy Lorraine      | Ext. | 0 – 0    | -                                                                                        | 42     | 3          |
| 27/03/1982 | J32 | Bordeaux               | Dom. | 5 - 0    | Larios 4e, Nielsen 6e, Platini 9e, Noguès 52e, Rep 86e                                   | 44     | 2          |
| 08/04/1982 | J33 | Montpellier            | Ext. | 0 - 1    | Lopez 53e                                                                                | 46     | 2          |
| 09/04/1982 | J34 | Stade lavallois        | Dom. | 1 – 1    | Platini 37e                                                                              | 47     | 3          |
| 13/04/1982 | J35 | Bastia                 | Ext. | 1 – 1    | Cazès 40e (csc)                                                                          | 48     | 2          |
| 23/04/1982 | J36 | FC Tours               | Dom. | 1 - 0    | Paganelli 55e                                                                            | 50     | 2          |
| 04/05/1982 | J37 | US Valenciennes-Anzin  | Ext. | 0 - 2    | Paganelli 84e, Platini 88e                                                               | 52     | 2          |
| 07/05/1982 | J38 | FC Metz                | Dom. | 9 - 2    | Paganelli 17e, Larios 19e 60e, Platini 31e 81e, Zanon 35e, Millot 52e 73e, Battiston 58e | 54     | 2          |

### Classement final
En cas d'égalité entre deux clubs, le premier critère de départage est la différence de buts.
| Rang | Équipe                   | Pts | J  | G  | N  | P  | Bp | Bc | Diff |
| ---- | ------------------------ | --- | -- | -- | -- | -- | -- | -- | ---- |
| 1    | AS Monaco FC             | 55  | 38 | 24 | 7  | 7  | 70 | 29 | +41  |
| 2    | AS Saint-Étienne T       | 54  | 38 | 22 | 10 | 6  | 74 | 31 | +43  |
| 3    | FC Sochaux               | 49  | 38 | 20 | 9  | 9  | 59 | 43 | +16  |
| 4    | FC Girondins de Bordeaux | 48  | 38 | 19 | 10 | 9  | 55 | 45 | +10  |
| 5    | Stade lavallois          | 44  | 38 | 16 | 12 | 10 | 49 | 40 | +9   |
| 6    | FC Nantes                | 43  | 38 | 19 | 5  | 14 | 64 | 34 | +30  |
| 7    | Paris-Saint-Germain FC C | 43  | 38 | 17 | 9  | 12 | 58 | 45 | +13  |
| 8    | AS Nancy Lorraine        | 39  | 38 | 13 | 13 | 12 | 50 | 52 | -2   |
| 9    | Stade brestois P         | 38  | 38 | 14 | 10 | 14 | 48 | 57 | -9   |
| 10   | RC Strasbourg            | 36  | 38 | 12 | 12 | 14 | 41 | 41 | 0    |
| 11   | FC Tours                 | 35  | 38 | 14 | 7  | 17 | 61 | 59 | +2   |
| 12   | SEC Bastia               | 35  | 38 | 12 | 11 | 15 | 43 | 65 | -22  |
| 13   | RC Lens                  | 34  | 38 | 12 | 10 | 16 | 44 | 51 | -7   |
| 14   | Lille OSC                | 34  | 38 | 13 | 8  | 17 | 46 | 54 | -8   |
| 15   | AJ Auxerre               | 34  | 38 | 11 | 12 | 15 | 43 | 58 | -15  |
| 16   | Olympique lyonnais       | 32  | 38 | 13 | 6  | 19 | 38 | 46 | -8   |
| 17   | FC Metz                  | 32  | 38 | 8  | 16 | 14 | 35 | 49 | -14  |
| 18   | US Valenciennes-Anzin    | 30  | 38 | 10 | 10 | 18 | 40 | 59 | -19  |
| 19   | OGC Nice                 | 23  | 38 | 7  | 9  | 22 | 34 | 57 | -23  |
| 20   | Montpellier PSC P        | 22  | 38 | 7  | 8  | 23 | 30 | 67 | -37  |

Victoire à 2 points
Qualifications européennes
Coupe des clubs champions européens
- 1er : 1er tour (1/16 de finale)

Coupe d'Europe des vainqueurs de coupe
- Vainqueur de la Coupe de France : 1er tour (1/16 de finale)

Coupe UEFA
- 2e, 3e et 4e : 1er tour (1/32 de finale)

Relégation
- 18e : barrage de relégation en Division 2
- 19e et 20e : relégation en Division 2

Abréviations
T : Tenant du titre

C : Vainqueur de la Coupe de France 1981-82

P : Promus de Division 2
- Les vainqueurs des deux groupes de D2, le Toulouse FC et le FC Rouen, obtiennent la montée directe en D1. Les deux deuxièmes des groupes s'affrontent en barrages : le FC Mulhouse bat le CS Thonon (3-0 puis 2-1) et gagne le droit de défier le 18e de D1, l'US Valenciennes-Anzin, pour obtenir la troisième place en D1. C'est finalement le FC Mulhouse qui remporte ce barrage (5-2 puis 1-1) et obtient la montée en D1 alors que l'US Valenciennes-Anzin est relégué.

### Coupe de France

#### Tableau récapitulatif des matchs
| Date       | N o                     | Adversaire          | Lieu                                   | Résultat        | Buteurs pour Saint-Étienne             | Suite                               |
| ---------- | ----------------------- | ------------------- | -------------------------------------- | --------------- | -------------------------------------- | ----------------------------------- |
| 13/02/1982 | 32èmes de finale        | RC Paris            | Parc des Princes, Paris                | 0 - 3           | Larios 35e, Nielsen 45e 76e            | Qualifiés pour les 16èmes de finale |
| 06/03/1982 | 16èmes de finale aller  | US Sanary           | Stade Mayol, Toulon                    | 0 - 2           | Platini 17e, Larios 85e                | -                                   |
| 17/03/1982 | 16èmes de finale retour | US Sanary           | Stade Geoffroy-Guichard, Saint-Étienne | 4 - 0           | Noguès 32e, Roussey 41e 50e, Zanon 67e | Qualifiés pour les 8èmes de finale  |
| 30/03/1982 | 8èmes de finale aller   | Stade brestois      | Stade Geoffroy-Guichard, Saint-Étienne | 2 - 0           | Lestage 17e, Platini 75e               | -                                   |
| 06/04/1982 | 8èmes de finale retour  | Stade brestois      | Stade Francis-Le Blé, Brest            | 3 – 3           | Paganelli 60e, Rep 64e, Zanon 75e      | Qualifiés pour les quarts de finale |
| 16/04/1982 | Quart de finale aller   | Stade lavallois     | Stade Geoffroy-Guichard, Saint-Étienne | 1 - 0           | Larios 42e                             | -                                   |
| 20/04/1982 | Quart de finale retour  | Stade lavallois     | Stade Francis Le Basser, Laval         | 0 – 0           | -                                      | Qualifiés pour les demi-finales     |
| 11/05/1982 | Demi-finale             | Bastia              | Parc des Princes, Paris                | 2 - 0           | Larios 38e, Platini 82e                | Qualifiés pour la finale            |
| 15/05/1982 | Finale                  | Paris-Saint-Germain | Parc des Princes, Paris                | 2 - 2 (5-6 tab) | Platini 76e 99e                        | -                                   |

### Coupe des clubs champions

#### Tableau récapitulatif des matchs
| Date       | N o                      | Adversaire    | Lieu                                   | Résultat | Buteurs pour Saint-Étienne | Suite    |
| ---------- | ------------------------ | ------------- | -------------------------------------- | -------- | -------------------------- | -------- |
| 26/08/1981 | Tour préliminaire aller  | Dynamo Berlin | Stade Geoffroy-Guichard, Saint-Étienne | 1 – 1    | Lopez 66e                  | -        |
| 01/09/1981 | Tour préliminaire retour | Dynamo Berlin | Sportforum Hohenschönhausen, Berlin    | 2 - 0    | -                          | Éliminés |

### Statistiques

#### Équipe-type
| \| Castaneda Janvion Lopez Gardon (Lestage) Battiston Larios Zanon Platini Rep Nogues (Paganelli) Nielsen (Roussey) \| Équipe-type de la saison 1981-1982 |
| Castaneda Janvion Lopez Gardon (Lestage) Battiston Larios Zanon Platini Rep Nogues (Paganelli) Nielsen (Roussey)                                          |

#### Buteurs
| Place | Nom                  | Division 1 | Coupe de France | Coupe des clubs Champions | TOTAL des BUTS |
| 1     | Michel Platini       | 22 buts    | 5 buts          | -                         | 27 buts        |
| 2     | Jean-François Larios | 13 buts    | 4 buts          | -                         | 17 buts        |
| 3     | Jean-Louis Zanon     | 9 buts     | 2 buts          | -                         | 11 buts        |
| 4     | Johnny Rep           | 8 buts     | 1 but           | -                         | 9 buts         |
| 5     | Benny Nielsen        | 5 buts     | 2 buts          | -                         | 7 buts         |
| 6     | Laurent Paganelli    | 5 buts     | 1 but           | -                         | 6 buts         |
| 6     | Raoul Nogues         | 5 buts     | 1 but           | -                         | 6 buts         |
| 8     | Laurent Roussey      | 1 but      | 2 buts          | -                         | 3 buts         |
| 9     | Philippe Millot      | 2 but      | -               | -                         | 2 buts         |
| 9     | Christian Lopez      | 1 but      | -               | 1 but                     | 2 buts         |
| 11    | Patrick Battiston    | 1 but      | -               | -                         | 1 but          |
| 11    | Patrice Lestage      | -          | 1 but           | -                         | 1 but          |
| #     | contre son camp      | 2 buts     | -               | -                         | 3 buts         |
| Total | 12 buteurs           | 74 buts    | 19 buts         | 1 but                     | 94 buts        |

Date de mise à jour : le 7 août 2015.

#### Affluences
344 249 spectateurs ont assisté à une rencontre au stade cette saison, soit une moyenne de 14 967 par match. La moyenne chute de 5 000 personnes par rapport à la saison précédente.
23 rencontres ont eu lieu à Geoffroy-Guichard durant la saison.

Affluence de l'AS Saint-Étienne à domicile

### Équipe de France
6  stéphanois auront les honneurs de l’Equipe de France cette saison : Christian Lopez  et Michel Platini   (10 sélections), Gérard Janvion (9 sélections) , Jean-François Larios Patrick Battiston et Jean Castaneda avec 5 sélections . Le nombre élevé de sélections s'explique par la Coupe du monde 1982 en Espagne où la France va jusqu'en demi-finales.
| Joueurs              | Position          | Date       | Lieu       | Adversaire      | Type rencontre               | Score           | Temps de jeu | Buts | Cartons |
| Christian Lopez      | Défenseur         | 09.09.1981 | Bruxelles  | Belgique        | Eliminatoires Coupe du monde | 2 - 0           | 90           | -    | -       |
| Christian Lopez      | Défenseur         | 14.10.1981 | Dublin     | Eire            | Eliminatoires Coupe du monde | 3 - 2           | 90           | -    | -       |
| Christian Lopez      | Défenseur         | 18.11.1981 | Paris      | Pays-Bas        | Eliminatoires Coupe du monde | 2 - 0           | 90           | -    | -       |
| Christian Lopez      | Défenseur         | 05.12.1981 | Paris      | Chypre          | Eliminatoires Coupe du monde | 4 - 0           | 90           | -    | -       |
| Christian Lopez      | Défenseur         | 23.02.1982 | Paris      | Italie          | Amical                       | 2 - 0           | 90           | -    | -       |
| Christian Lopez      | Défenseur         | 24.03.1982 | Paris      | Irlande du Nord | Amical                       | 4 - 0           | 68           | -    | -       |
| Christian Lopez      | Défenseur         | 02.06.1982 | Toulouse   | Pays de Galles  | Amical                       | 0 - 1           | 90           | -    | -       |
| Christian Lopez      | Défenseur         | 16.06.1982 | Bilbao     | Angleterre      | Coupe du monde 1982          | 3 - 1           | 90           | -    | -       |
| Christian Lopez      | Défenseur         | 21.06.1982 | Valladolid | Koweit          | Coupe du monde 1982          | 4 - 1           | 31           | -    | -       |
| Christian Lopez      | Défenseur         | 08.07.1982 | Séville    | R.F.A.          | Coupe du monde 1982          | 3 - 3 (4-5 tab) | 60           | -    | -       |
| Gérard Janvion       | Défenseur         | 09.09.1981 | Bruxelles  | Belgique        | Eliminatoires Coupe du monde | 2 - 0           | 90           | -    | -       |
| Gérard Janvion       | Défenseur         | 14.10.1981 | Dublin     | Eire            | Eliminatoires Coupe du monde | 3 - 2           | 90           | -    | -       |
| Gérard Janvion       | Défenseur         | 18.11.1981 | Paris      | Pays-Bas        | Eliminatoires Coupe du monde | 2 - 0           | 90           | -    | -       |
| Gérard Janvion       | Défenseur         | 05.12.1981 | Paris      | Chypre          | Eliminatoires Coupe du monde | 4 - 0           | 90           | -    | -       |
| Gérard Janvion       | Défenseur         | 23.02.1982 | Paris      | Italie          | Amical                       | 2 - 0           | 45           | -    | -       |
| Gérard Janvion       | Défenseur         | 21.06.1982 | Valladolid | Koweit          | Coupe du monde 1982          | 4 - 1           | 59           | -    | -       |
| Gérard Janvion       | Défenseur         | 24.06.1982 | Valladolid | Tchecoslovaquie | Coupe du monde 1982          | 1 – 1           | 90           | -    | -       |
| Gérard Janvion       | Défenseur         | 04.07.1982 | Madrid     | Irlande du Nord | Coupe du monde 1982          | 4 - 1           | 90           | -    | -       |
| Gérard Janvion       | Défenseur         | 08.07.1982 | Séville    | R.F.A.          | Coupe du monde 1982          | 3 - 3 (4-5 tab) | 120          | -    | -       |
| Michel Platini       | Milieu de terrain | 09.09.1981 | Bruxelles  | Belgique        | Eliminatoires Coupe du monde | 2 - 0           | 90           | -    | -       |
| Michel Platini       | Milieu de terrain | 14.10.1981 | Dublin     | Eire            | Eliminatoires Coupe du monde | 3 - 2           | 90           | 83e  | -       |
| Michel Platini       | Milieu de terrain | 18.11.1981 | Paris      | Pays-Bas        | Eliminatoires Coupe du monde | 2 - 0           | 90           | 52e  | -       |
| Michel Platini       | Milieu de terrain | 23.02.1982 | Paris      | Italie          | Amical                       | 2 - 0           | 90           | 19e  | -       |
| Michel Platini       | Milieu de terrain | 28.04.1982 | Paris      | Perou           | Amical                       | 3 - 2           | 90           | -    | -       |
| Michel Platini       | Milieu de terrain | 02.06.1982 | Toulouse   | Pays de Galles  | Amical                       | 0 - 1           | 90           | -    | -       |
| Michel Platini       | Milieu de terrain | 16.06.1982 | Bilbao     | Angleterre      | Coupe du monde 1982          | 3 - 1           | 74           | -    | -       |
| Michel Platini       | Milieu de terrain | 21.06.1982 | Valladolid | Koweit          | Coupe du monde 1982          | 4 - 1           | 81           | 43e  | -       |
| Michel Platini       | Milieu de terrain | 24.06.1982 | Valladolid | Tchecoslovaquie | Coupe du monde 1982          | 1 – 1           | 90           | -    | -       |
| Michel Platini       | Milieu de terrain | 04.07.1982 | Madrid     | Irlande du Nord | Coupe du monde 1982          | 4 - 1           | 90           | -    | -       |
| Michel Platini       | Milieu de terrain | 08.07.1982 | Séville    | R.F.A.          | Coupe du monde 1982          | 3 - 3 (4-5 tab) | 120          | 27e  | -       |
| Jean-François Larios | Milieu de terrain | 09.09.1981 | Bruxelles  | Belgique        | Eliminatoires Coupe du monde | 2 - 0           | 90           | -    | -       |
| Jean-François Larios | Milieu de terrain | 24.03.1982 | Paris      | Irlande du Nord | Amical                       | 4 - 0           | 90           | 57e  | -       |
| Jean-François Larios | Milieu de terrain | 28.04.1982 | Paris      | Perou           | Amical                       | 3 - 2           | 45           | -    | -       |
| Jean-François Larios | Milieu de terrain | 02.06.1982 | Toulouse   | Pays de Galles  | Amical                       | 0 - 1           | 64           | -    | -       |
| Jean-François Larios | Milieu de terrain | 16.06.1982 | Bilbao     | Angleterre      | Coupe du monde 1982          | 3 - 1           | 74           | -    | -       |
| Jean Castaneda       | Gardien           | 14.10.1981 | Dublin     | Eire            | Eliminatoires Coupe du monde | 3 - 2           | 90           | -    | -       |
| Jean Castaneda       | Gardien           | 18.11.1981 | Paris      | Pays-Bas        | Eliminatoires Coupe du monde | 2 - 0           | 90           | -    | -       |
| Jean Castaneda       | Gardien           | 05.12.1981 | Paris      | Chypre          | Eliminatoires Coupe du monde | 4 - 0           | 90           | -    | -       |
| Jean Castaneda       | Gardien           | 24.03.1982 | Paris      | Irlande du Nord | Amical                       | 4 - 0           | 90           | -    | -       |
| Jean Castaneda       | Gardien           | 02.06.1982 | Toulouse   | Pays de Galles  | Amical                       | 0 - 1           | 90           | -    | -       |
| Patrick Battiston    | Défenseur         | 23.02.1982 | Paris      | Italie          | Amical                       | 2 - 0           | 45           | -    | -       |
| Patrick Battiston    | Défenseur         | 24.03.1982 | Paris      | Irlande du Nord | Amical                       | 4 - 0           | 22           | -    | -       |
| Patrick Battiston    | Défenseur         | 02.06.1982 | Toulouse   | Pays de Galles  | Amical                       | 0 - 1           | 90           | -    | -       |
| Patrick Battiston    | Défenseur         | 16.06.1982 | Bilbao     | Angleterre      | Coupe du monde 1982          | 3 - 1           | 90           | -    | -       |
| Patrick Battiston    | Défenseur         | 28.06.1982 | Bilbao     | Autriche        | Coupe du monde 1982          | 1 - 0           | 90           | -    | -       |
| Patrick Battiston    | Défenseur         | 08.07.1982 | Séville    | R.F.A.          | Coupe du monde 1982          | 3 - 3 (4-5 tab) | 7            | -    | -       |